# Nachtzalmen
Nachtzalmen (Prochilodontidae) zijn een familie van straalvinnige vissen uit de orde van Karperzalmachtigen (Characiformes).

## Geslachten
- Ichthyoelephas Posada, 1909
- Prochilodus Agassiz in Spix & Agassiz, 1829
- Semaprochilodus Fowler, 1941